# أحمد حالت
أحمد حالت هو إداري عثماني ثم عراقي، ولد سنة 1863 وتوفي في بغداد في 31 كانون الأول 1953.
توظف في الوظائف الحكومية في ولاية بغداد، وترقى في الوظائف حتى شغل منصب مديرا للكمرك والمكوس قبل الحرب العالمية الأولى.
بعد تأسيس المملكة العراقية، شغل المناصب التالية:
- متصرف لواء الكوت في 3 شباط 1921.[2][1]
- متصرف لواء ديالى في 7 تشرين الأول 1922.[3][1]
- متصرف لواء الكوت للمرة الثانية في 27 أيلول 1924.[1]

انتخب نائبا عن لواء الكوت في مجلس النواب العراقي في دورته الأولى وبقي نائبا في جميع الدورات حتى نهاية الدورة الثانية عشر في تشرين الأول 1952 باستثناء الدورة السابعة بين شباط وآب 1937.
توفي في بغداد في 31 كانون الأول 1953.